# Nevrokopi
Nevrokopi (griechisch Νευροκόπι (n. sg.)) ist eine Gemeinde im griechischen Ostmakedonien. Sie ist die kälteste Gemeinde Griechenlands. Hauptort ist die gleichnamige Kleinstadt mit (2011) 2157 Einwohnern.

## Name
Der offizielle Name der Stadt lautet Kato Nevrokopi (Κάτω Νευροκόπι, ‚Unter-‘ beziehungsweise ‚Nieder-Nevrokopi‘). Die rund 30 km nördlich weiter in den Bergen gelegene Stadt Goze Deltschew im heute bulgarischen Teil Makedoniens trug ursprünglich den griechischen Namen Ano Nevrokopi (Άνω Νευροκόπι, ‚Ober-Nevrokopi‘, bulgarisch Неврокоп Newrokop). Die Gemeinde verzichtet heute auf den Zusatz und nennt sich schlicht Nevrokopi. Der slawische Name des Hauptortes Nevrokopi lautet Zarnovo (kyrillisch Зърнево).

## Geografie
Nevrokopi liegt in den südlichen Ausläufern des Pirin-Gebirges und der südlichen Rhodopen, die durch den Fluss Nestos getrennt werden. Dabei bildet das Gebiet um die Orte Nevrokopi und Lefkogia zwei kleine rund 500 Meter hoch gelegene Ebenen, die nach allen Seiten von Bergen umgeben sind: Nach Süden und Westen schirmen die Vrondous-Berge und der Menikio das Gebiet von der Strymonas-Ebene ab, nach Süden und Osten trennt das auf 2.229 Höhenmeter ansteigende Bergmassiv des Falakro Nevrokopi von der Ebene des oberen Angistis, in der auch Drama liegt. Dieser westliche Teil der Gemeinde entwässert in den Strymonas, bei dem Ort Lefkogia gibt es mit dem Lefkogia-See einen kleinen Stausee. Der östliche Teil der Gemeinde befindet sich im Flusssystem des Nestos, der mehrfach aufgestaut wird. So liegt der obere Abschnitt des Thissavros-Stausees auf dem Gemeindegebiet, unmittelbar oberhalb davon befindet sich der wesentlich kleinere Potami-Stausee.
Im Norden grenzt Nevrokopi an die bulgarischen Oblaste Blagoewgrad und Smoljan, daran anschließend bestehen (im Uhrzeigersinn) Grenzen zu den Gemeinden Drama und Prosotsani in Ostmakedonien sowie Serres und Sindiki im Osten Zentralmakedoniens.

## Gemeindegliederung
Nevrokopi setzt sich dem Stadtbezirk Nevrokopi und 17 Dörfern zusammen, die in 16 Ortsgemeinschaften lokale Vertreter wählen. (in Klammern die Einwohnerzahlen aus der Volkszählung 2011):
- Nevrokopi (2.157)
- Achladea (Αχλαδέα, 92)
- Chrysokefalos (Χρυσοκέφαλος, 344)
- Dasoto (Δασωτό, 235)
- Exochi (Εξοχή, 150)
- Granitis (Γρανίτης, 78)
- Katafyto (Κατάφυτο, 232)
- Kato Vrondou (Κάτω Βροντού, 554)
- Lefkogia (Λευκόγεια, 465)
- Mikroklisoura (Μικροκλεισούρα, 137)
  - Mikroklisoura (111)
  - Perasma (Πέρασμα, 26)
- Mikromilia (Μικρομηλιά, 38)
- Ochyro (Οχυρό, 514)
- Pagoneri (Παγονέρι, 154)
- Perithori (Περιθώρι, 898)
- Potami (Ποταμοί, 323)
- Vathytopos (Βαθύτοπος, 461)
- Volax (Βώλαξ, 1.028)